# Есам Шараф
Есам Абдел-Азис Шараф, накратко Есам Шараф (на арабски: عصام شرف), е бивш министър на транспорта, преподавател в Университета в Кайро и от 3 март 2011 година министър-председател на Египет.

## Биография
През 1984 г. Шараф защитава докторат в Университета Пардю, САЩ. Между 2004 и 31. декември 2005 г. е министър на транспорта, след което се завръща към преподавателската си дейност в Каирския университет.
На 29 януари 2011 г. под натиска на няколкодневни протести египетския президент Хосни Мубарак назначава Ахмад Шафик за министър-председател, след като ден по-рано правителството на Ахмад Назиф подава оставка. След като 3 март 2011 г. Шафик също подава оставка, Военния съвет управляващ Египед след оттеглянето на Мубарак назначава Есам Шараф за министър-председател.